# Edyta Gruszczyk-Kolczyńska
Edyta Gruszczyk-Kolczyńska (ur. 9 października 1940 w Pruchnej) – polska pedagożka, profesorka zwyczajna i kierowniczka Katedry Wspomagania Rozwoju i Edukacji Dzieci Akademii Pedagogiki Specjalnej im. Marii Grzegorzewskiej w Warszawie. Autorka podręczników, książek, artykułów i skryptów akademickich. 

## Życiorys
Ukończyła Liceum Sztuk Plastycznych i potem Studium Nauczycielskie. Była nauczycielką w Liceum Pedagogicznym 1961–1969 i w Studium Nauczycielskim w Jeleniej Górze 1969–1971. Uzyskała magisterium z pedagogiki 1969 i stopień doktora nauk humanistycznych 1976 na Wydziale Nauk Społecznych Uniwersytetu Śląskiego  w Katowicach, gdzie pracowała 1971–1984 jako asystentka i adiunktka. Stopień doktor habilitowanej w zakresie pedagogiki nadał jej Wydział Pedagogiczny Uniwersytetu Warszawskiego w 1989. W latach 1984–1998 była kolejno adiunktką, doktor habilitowaną i profesorką w Wyższej Szkole Pedagogiki Specjalnej im. Marii Grzegorzewskiej w Warszawie, a ponadto (1989–1991) prorektorką ds. dydaktyki i spraw studenckich. Tytuł profesora nauk humanistycznych otrzymała w 1997. W latach 1998–2002 była profesorką w Ekumenicznym Instytucie Pedagogicznym Chrześcijańskiej Akademii Teologicznej w Warszawie. Od 2002 jest profesorką zwyczajną w Akademii Pedagogiki Specjalnej, gdzie kierowała najpierw Katedrą Pedagogiki Specjalnej, potem Katedrą Wspomagania Rozwoju Dziecka, a od 2006 kieruje Instytutem Wspomagania Rozwoju i Edukacji Człowieka i Katedrą Pedagogiki Małego Dziecka. W latach 2005–2011 pracowała ponadto w Wyższej Szkole Pedagogicznej w Łodzi na stanowisku profesor zwyczajnej. 
Jest członkinią Komitetu Nauk Pedagogicznych PAN.
W 2023 otrzymała Medal Marii Grzegorzewskiej przyznawany przez Akademię Pedagogiki Specjalnej.

## Osiągnięcia naukowe
Niepowodzenia w uczeniu się matematyki i działania naprawcze. Nowością w traktowaniu tego zagadnienia było udokumentowanie (1985) znaczenia dojrzałości emocjonalnej dziecka przy pokonywaniu trudności napotkanych w trakcie uczenia się matematyki, w szczególności tego, że dzieci zagrożone niepowodzeniem często główną energię wkładają w obronę przed samą czynnością rozwiązywania zadań. Innym wynikiem tych badań było znaczenie osiągnięcia przez dziecko idące do szkoły dojrzałości operacyjnej na poziomie konkretnym w sensie Piageta. Warunkuje to możliwość dostosowania się dziecka do typowego szkolnego sposobu nauczania. W następnych etapach tych badań Gruszczyk-Kolczyńska określiła mechanizmy narastania trudności wiodących do niepowodzeń szkolnych i do niszczenia psychiki dziecka oraz opracowała skuteczne programy wspomagania dzieci w ich rozwoju. 
Diagnoza możliwości umysłowych dzieci, ich wiedzy i umiejętności matematycznych. Gruszczyk-Kolczyńska opracowała wskaźniki dojrzałości do uczenia się matematyki w szkole oraz sposoby diagnozowania tej dojrzałości przez nauczycieli. 
Intensywne wspomaganie rozwoju umysłowego dzieci w przedszkolu i w pierwszym roku szkolnego nauczania, w szczególności koncepcja Dziecięcej matematyki. 
Wspomaganie dzieci w ich rozwoju zdolności do skupiania uwagi i zapamiętywania.  Dotyczy to uczenia się wierszy na pamięć, rozwijania pamięci wzrokowej, zapamiętywania ciągu informacji, uważnego słuchania i zapamiętywania ważnych informacji.
Wspomaganie rozwoju matematycznie uzdolnionych dzieci. Gruszczyk-Kolczyńska opracowała zupełnie nową metodę diagnozowania tych uzdolnień u dzieci w wieku 4–8 lat. Okazało się, że dzieci uzdolnionych jest znacznie więcej, niż ogólnie sądzono, ale niestety w trakcie nauki szkolnej te uzdolnienia często zanikają. 

## Ważniejsze publikacje książkowe
- Niepowodzenia w uczeniu się matematyki u dzieci z klas początkowych, Prace Naukowe Uniwersytetu Śląskiego, Katowice 1985.
- Dzieci ze specyficznymi trudnościami w uczeniu się matematyki. Przyczyny, diagnoza, zajęcia korekcyjno-wyrównawcze, WSiP, Warszawa, 1992.
- (z Ewą Zielińską) Dziecięca  matematyka. Książka dla rodziców i nauczycieli, WSiP, Warszawa 1997 (II wyd. rozszerzone 2007).
- (z Ewą Zielińską) Wspomaganie rozwoju umysłowego trzylatków i dzieci starszych wolniej rozwijających się, WSiP, Warszawa 2000.
- (z Ewą Zielińską) Wspomaganie rozwoju umysłowego czterolatków i pięciolatków, WSiP, Warszawa 2004.
- (z Ewą Zielińską) Wspomaganie dzieci w rozwoju do skupiania uwagi i zapamiętywania, WSiP, Warszawa 2005.
- (z różnymi autorami) Wspomaganie rozwoju umysłowego oraz edukacja matematyczna dzieci w ostatnim roku wychowania przedszkolnego i w pierwszym roku edukacji szkolnej,  Edukacja Polska, Warszawa 2009.
- (z Ewą Zielińską) Dwulatki i trzylatki w przedszkolu i w domu, Centrum Edukacyjne „Bliżej Przedszkola”, Kraków 2012.
- (z różnymi autorami) O  dzieciach matematycznie uzdolnionych, Nowa Era, Warszawa 2012.
- (z Ewą Zielińską) Nauczycielska diagnoza edukacji matematycznej dzieci, Nowa Era, Warszawa 2013.